# Type 7 SNCB
La Type 7 des chemins de fer belges (SNCB) était une locomotive à vapeur pour trains de voyageurs de type Ten wheel (disposition d'essieux 230, soit du nez à la cabine : un bogie composé de 2 roues porteuses, puis trois grandes roues motrices).

## Origines
Après la Première Guerre mondiale, l'important dédommagement de 2000 locomotives accordées à la Belgique par le traité de Versailles permettait d'assurer la plupart des services. Toutefois, avec la généralisation des voitures à caisses métalliques et l'augmentation des vitesses commerciales, le parc était quelque peu sous dimensionné pour assurer les express qui se multipliaient sur les grandes lignes. Il fut donc décidé de donner suite à une commande d’avant-guerre concernant une version surchauffée du type 8.
Conçu par l'ingénieur Jean-Baptiste Flamme au début du XXe siècle, le type 8 fut rapidement considéré comme une réussite et affecté aux lignes les plus escarpées. L'invention de la surchauffe incita cependant les Chemins de fer de l'État belge à l'essayer sur ses locomotives pour trains de voyageurs.
Un premier essai de locomotives ten wheel équipées de surchauffe fut mené avec le prototype no 3303 (machine à simple expansion dont fut dérivé le type 9) tandis qu’un prototype compound no 3304 (futur type 19) et huit exemplaires de série (Type 19bis) expérimenteront un surchauffeur 'Cockerill' qui surchauffait la vapeur entre la sortie des cylindres haute pression et son admission dans les cylindres basse pression. Ce système complexe ne donna pas satisfaction et ne fut pas repris sur le type 8bis.
La type 8 no 3327 fut dotée de la surchauffe et permit de mettre au point le futur type 8bis doté d’un surchauffeur Schmidt. Entamée en 1914, la construction des huit premières locomotives par Cockerill est stoppée par Première Guerre mondiale, durant laquelle l’outillage et ces locomotives inachevées sont ferraillés par l’occupant. Elle sera finalement relancée en 1920 et confiée à plusieurs constructeurs.
- Cockerill se vit attribuer la construction de 14 exemplaires en compensation des locomotives perdues en 1914.
- les Forges, Usines et Fonderies de Haine-Saint-Pierre construisirent 13 exemplaires.
- les Ateliers de construction de la Meuse livrèrent 10 exemplaires.
- la Société de Saint-Léonard produisit 10 exemplaires.
- les Ateliers de construction J.J. Gilain à Tirlemont construisirent 6 exemplaires.
- les Ateliers du Thiriau livrèrent également 6 exemplaires.
- les Ateliers métallurgiques de Tubize réalisèrent 4 exemplaires.

Toutes furent livrées de 1921 à 1924 et étaient initialement numérotées 4600 à 4675.
Lors de la renumérotation générale du matériel en 1931, les types "bis" furent classés dans un autre type, et le type 8bis devient le type 7 (précédemment, les numéros des engins ne commençaient pas par le numéro du type). Elles étaient désormais numérotées 700 à 774 puis 7.001 à 7.074 en 1946.

## Caractéristiques

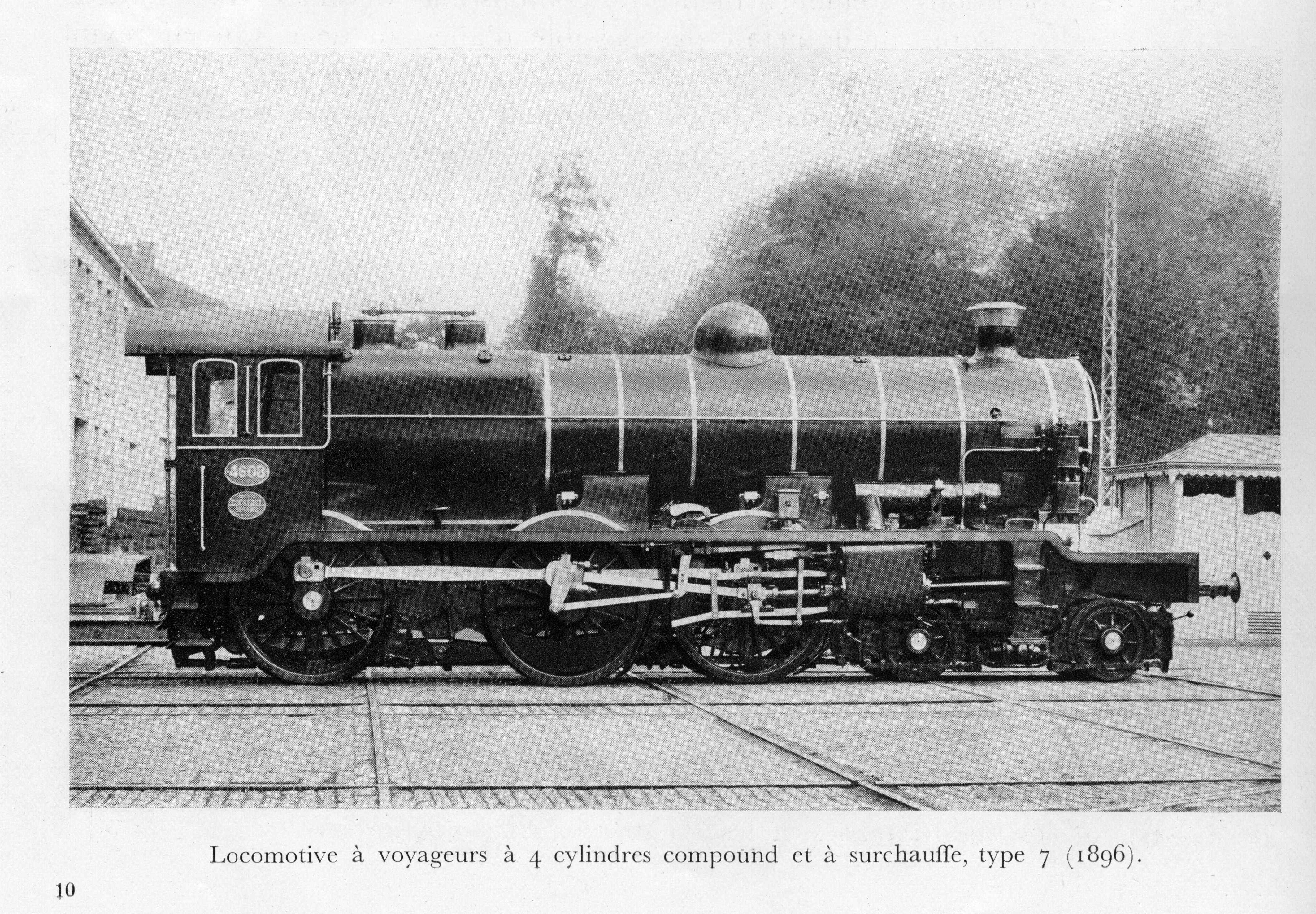
La 4608, future 7.008, avec les excroissances caractéristiques du foyer Belpaire, sans pare-fumée, telles qu'elle apparaissait au début de sa carrière

Comme le type 8 dont elles sont étroitement dérivées, ces locomotives sont des ten wheel compound De Glehn à cylindres alternés dont les cylindres intérieurs attaquent le premier essieu moteur et les cylindres extérieurs attaquent le second essieu moteur.
Comme pour les type 8, le timbre est fixé à 16 kg/cm2. En outre, elles étaient munies d’un foyer Belpaire rentrant ; leur surchauffeur comptait 28 éléments ; le bogie était de type Flamme avec sabots de frein et elle était munie de quatre sablières carrées disposées sur le tablier.
Contrairement à ce qui avait été prévu pour les prototypes de 1914, toutes étaient équipées d’un surchauffeur American Superheater co ou d’un surchauffeur Flamme pour celles construites par La Meuse et Le Thiriau.
Leur puissance initiale était de 1 600 ch et elles étaient limitées à 110 km/h en service courant. Elles étaient utilisées sur des trains directs et semi-directs à la fois sur des lignes faciles et sur des lignes à profil plus difficile et tireront des trains rapides après transformation.

## Transformations
Dans les années 1930, la puissance du Type 7 commença à se montrer insuffisante face aux services qu’on leur demandait.
En 1934 La SNCB fit appel à Cockerill pour augmenter leur puissance. Inspiré par les excellents résultats des 231 PO 3701 à 3721, Cockerill proposa d’agrandir les sections de passages de vapeur, d’augmenter le nombre de tubes du surchauffeur et d’améliorer le tirage dans la boîte à fumée avec un nouvel échappement. Trois schémas furent proposés et expérimentés.
- Type 7-1 : deux machines numérotées 700 et 728 équipées de 4 cylindres compound en ligne communiquant entre eux (système Woolf) situés dans l’axe du bogie avant, ce qui nécessita un léger allongement du châssis. Leur puissance maximale était estimée à 1 940 ch.
- Type 7-2 : deux machines numérotées 702 et 764 équipées de 4 cylindres à simple expansion disposés en ligne. Leur châssis était légèrement allongé et la puissance maximale était de 1 900 ch.
- Type 7-3 : deux machines numérotées 718 et 724 également transformées en machines à simple expansion mais sur lesquelles l’emplacement d’origine des cylindres est conservé afin de limiter les couts. Leur puissance maximale était de 1 830 ch et leur aspect était très proche de l’origine.

Toutes ces machines étaient pourvues d’un surchauffeur American Superheater Co à 35 éléments et d’échappements Kylchap simples.
Après essai des différents prototypes comparés à une type 7 en état d’origine, il apparut que les machines compound donnaient les résultats les plus avantageux. Cependant, le système Woolf des 7-1 manquait de fiabilité. Quant aux locomotives transformées en machines à simple expansion, leur fonctionnement simplifié et le gain de puissance et d’effort de traction par rapport au type 7 d’origine se payait par une consommation accrue en combustible.
La SNCB fit transformer la 716 à l’Atelier Central de Salzinnes selon un schéma différent à la fois plus fiable et moins onéreux : comme les précédentes machines transformées, elle était équipée de sections de passages agrandies ; du surchauffeur à 35 éléments et d’un nouvel échappement. On fit appel à un échappement Lemaître à tuyère multiple, plus performant, reposant sur une boîte à fumée agrandie. En revanche, l’emplacement des cylindres selon la disposition De Glehn fut conservé afin de réduire les frais et seuls les tiroirs des cylindres basse pression furent remplacés par un autre design. Cette variante permettait une puissance de 1 940 ch.
69 machines furent transformées en 7-4, dont la 724 en 1938. Elles furent par ailleurs équipées d’un réchauffeur ACFI et, comme toutes les type 7 de chaque variante, d’un échappement Lemaître à tuyère multiple. En outre, toutes les 7-4 transformées se distinguaient par un tablier relevé au niveau des cylindres au lieu du tablier continu d’origine. Cette particularité fut progressivement éliminée à partir de 1948 au profit d’un tablier continu à partir du 1er essieu du bogie avant.
À partir de 1936, 26 type 7-4 reçurent un échappement double Legein. Deux 7-2 seront également concernées en 1951.
Six chaudières de remplacement à foyer Crampton au lieu du foyer Belpaire furent commandées en 1937. Leur utilisation sur cinq type 7 révèlera des difficultés de fonctionnement par rapport aux chaudières classiques, et trois des machines équipées reçurent des foyers Belpaire en 1959 et 1960, peu avant leur radiation.

## Fin de carrière et préservation

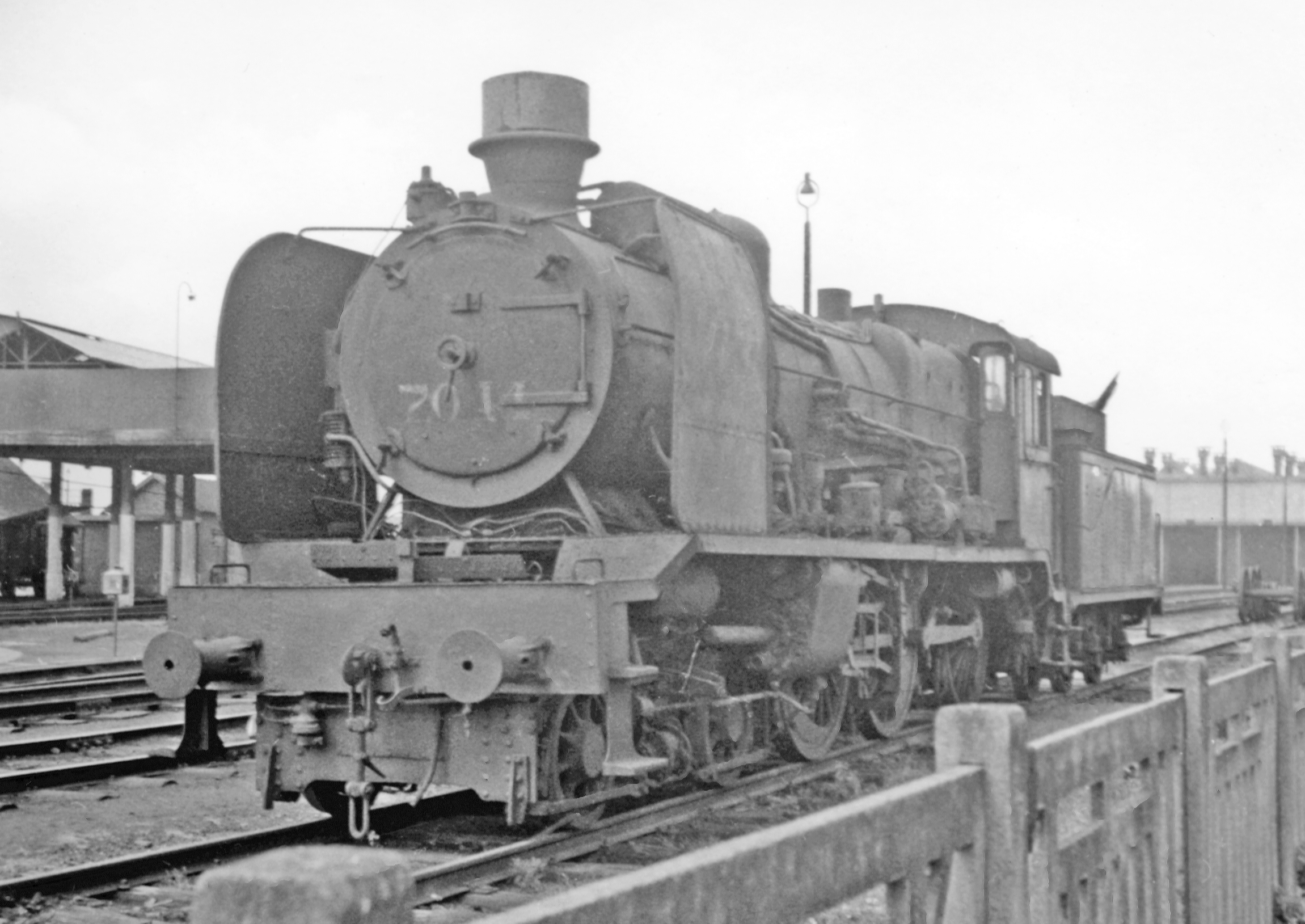
La 7.014, photographiée à Tournai en 1957, porte les caractéristiques du type 7-4 en fin de carrière : tablier continu ; large échappement ; de 24 m3 et écrans pare-fumée

Les 716 et 718 (cette dernière était l’unique type 7-3 alors en service) seront détruites par faits de guerre en 1944.
Les autres seront retirées du service par vagues, celles qui furent améliorées selon le type 7-4 eurent un répit jusqu'aux premières heures de la diéselisation et furent radiées de 1958 à 1962. Les types 7-1 et 7-2 ayant été respectivement mis hors service en 1954 et 1955.
La 7.039 est la seule préservée par la SNCB. Elle fait partie de la collection de Train World.
Elle fut entreposée à la remise-musée de Louvain jusqu'en 2013. Elle fut ensuite transférée la remise-musée de Bruges jusqu'en 2021 où elle a été entièrement repeinte en livrée des années 1930 pour être exposées au public au musée Train World à l'occasion d'une exposition sur L'Orient-Express jusqu'à la mi-avril 2022.
Après l'exposition sur L'Orient-Express au musée Train World, elle à ensuite été transférée au musée du chemin de fer du CFV3V à Treignes.
Sa remise en état de marche n'est pas impensable, mais la conduite d'une locomotive de type compound exige des connaissances qui n'ont pas été maintenues en Belgique.

## Tenders
Toutes étaient initialement accompagnées de tenders type 17 à trois essieux de 20 m3. Pendant la Seconde guerre mondiale, quelques-unes reçurent des tenders type 18 à trois essieux de 24 m3, plus capacitaires. Entre 1950 et 1952, toutes reçurent ce type de tender en récupérant ceux de locomotives type 9, 30 et 33, alors en cours de réforme, ou ceux de locomotives type 10 qui étaient alors en train de recevoir tous les tenders prussiens à quatre essieux de 31 m3 (classés comme type 38).

## Machines particulières
- Les 4650 à 4659 et 4666 à 4671 sont sorties d’usine avec un surchauffeur Flamme à 28 éléments qui fut remplacé, comme le surchauffeur d’origine des autres type 7 lors de leur transformation.
- La 4603 (Cockerill, 1922) fut exposée à l’exposition internationale de Rio de Janeiro en 1922-1923
- La 4659 (La Meuse, 1922) fut exposée à l’Exposition internationale de 1930 à Liège.
- La 724 (Franco-Belge, 1922) fut la seule type 7 à changer de type à deux reprises. D’abord transformée en 7-3 en 1934 puis en 7-4 en 1938
- Les 723 ; 747 ; 758 ; 773 et 774 furent rééquipées avec de nouvelles chaudières à foyer Crampton en 1937 et 1938.
- Les cabines des 723 et 773 reçurent un avant "coupe-vent" lors de l’installation de leur nouvelle chaudière
- Les 7.008 ; 7.012 ; 7.016 ; 7.025 ; 7.028 ; 7.052 ; 7.057 et 7.066 sont les seules 7-4 à avoir conservé leur tablier relevé jusqu’à la fin de leur carrière.
- Les 7.058 ; 7.073 et 7.073 équipées de foyers Crampton furent reconstruites avec foyer Belpaire en 1959/1960. La 7.073 perdit alors le carénage "coupe-vent" de sa cabine.